# Lobatschewski-Funktion
Die Lobatschewski-Funktion (engl.: Lobachevsky function) ist eine eng mit der Clausen-Funktion und dem Dilogarithmus zusammenhängende spezielle Funktion der Mathematik. Die Bezeichnung geht auf John Milnor zurück, Lobatschewski hatte ähnliche Funktionen zur Berechnung hyperbolischer Volumina verwendet.

## Definition

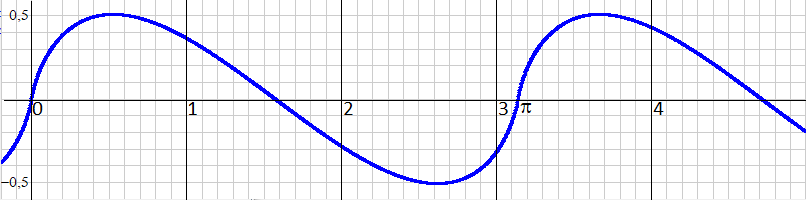
Graph der Lobatschewski-Funktion, gezeigt wird die bei 500 abgebrochene Reihe (für die Darstellung ausreichende Genauigkeit).

Die Lobatschewski-Funktion ist definiert als Integral
{\displaystyle \Lambda (\theta )=-\int _{0}^{\theta }\log \mid 2\sin u\mid du}

## Eigenschaften
Die Lobatschewski-Funktion ist stetig, periodisch mit Periode {\displaystyle \pi } und eine ungerade Funktion.
Sie hat eine gleichmäßig konvergierende Fourier-Reihe
{\displaystyle \Lambda (\theta )={\frac {1}{2}}\sum _{n=1}^{\infty }\sin(2n\theta )/n^{2}}.
Ihre Ableitungen sind
{\displaystyle \Lambda ^{\prime }(\theta )=-\log \mid 2\sin \theta \mid ,\Lambda ^{\prime \prime }(\theta )=-\cot \theta }.
Man hat die Funktionalgleichung
{\displaystyle \Lambda (n\theta )=\sum _{j\ mod\ n}n\Lambda (\theta +j\pi /n)}
für alle ganzen Zahlen {\displaystyle n\not =0}.
Für {\displaystyle 0<\theta <\pi } gilt
{\displaystyle Li_{2}(e^{i\theta })=Li_{2}(1)+\theta (\pi -\theta )+2i\Lambda (\theta )},
{\displaystyle 2\Lambda (\theta )} ist also der imaginärteil des (klassischen) Dilogarithmus von {\displaystyle e^{i\theta }}. Der Zusammenhang mit dem Bloch-Wigner-Dilogarithmus ergibt sich durch die Gleichung
{\displaystyle D(e^{i\theta })=2\Lambda ({\frac {\theta }{2}})}.

## Volumen hyperbolischer Simplizes
Ein ideales Simplex im 3-dimensionalen hyperbolischen Raum wird durch seine sechs Kantenwinkel bestimmt, wobei gegenüberliegende Winkel gleich groß sind und die drei nicht gegenüberliegenden Winkel {\displaystyle \alpha ,\beta ,\gamma } die Gleichung {\displaystyle \alpha +\beta +\gamma =\pi } erfüllen. Das Volumen des idealen Simplex {\displaystyle T_{\alpha ,\beta ,\gamma }} kann mittels der Lobatschewski-Funktion berechnet werden:
{\displaystyle Vol(T_{\alpha ,\beta ,\gamma })=\Lambda (\alpha )+\Lambda (\beta )+\Lambda (\gamma )}.
Mit Hilfe dieser Formel ergeben sich zahlreiche andere die Lobatschewski-Funktion verwendende Formeln für Volumina hyperbolischer Polyeder.